# Bourec morušový
Bourec morušový (Bombyx mori) je noční motýl z čeledi Bombycidae. Patří mezi hmyz s proměnou dokonalou, ve vývoji prochází stadiem vajíčka, larvy, kukly a dospělce.
Protože housenka bource vylučuje vlákninu použitelnou jako textilní materiál s vynikajícími vlastnostmi, je původně volně žijící hmyz už asi 2000 let domestikován. Chov bource (sericulture) je profesionálně řízen, chovatelé dodávají textilní výrobě vlákninu ve formě kokonů (zámotků), které se zpracovávají na hedvábné nitě a další textilie.
Chov bource morušového je v některých zemích významným odvětvím ekonomiky. Ve 2. dekádě 21. století se v asi 60 zemích zabývalo více než 10 milionů lidí chovatelstvím. Z celkového množství přírodního hedvábí (mezi 100 až 200 tisíci tun ročně) dodávala Čína, Indie a Uzbekistán více než 95 %.
Asi 15–20 % hedvábných vláken se získává z výměšků jiných druhů housenek (vanya, tussah atd), výrobky se často označují jako plané hedvábí.

## Morušovník
Morušovník je dvoudomá rostlina. Na chov bource se pěstuje jako keř s životností asi 15 let. Keře se sázejí asi 90 cm od sebe, nejvhodnější klimatické podmínky jsou 24–28 °C, 9–13 hodin slunečního svitu denně, 50–60 mm vodních srážek za týden. Za těchto podmínek je možná sklizeň listí až 6× za rok. Při průměrných 700 g na rostlinu může sklizeň dosáhnout 50 tun na hektar půdy.
V Čechách se pěstovaly morušovníky na chov bource asi od 17. století. S různými vládními finančními podporami se dosahovalo až do poloviny 20. století v několika obdobích poměrných úspěchů sledovaných však často ekonomickým úpadkem. Ještě v 60. letech 20. století bylo zaznamenána roční výroba 15 tun surového hedvábí, od roku 1963 se však pěstují na území Česka a Slovenska morušovníky jen pro účely vysokoškolského výzkumu.

## Chovatelství
Životní cyklus bource morušového se udává dobou 6 až 8 týdnů. Začíná činností samičky motýla, která klade 300 až 500 vajíček. Následující činnosti:
| Stupeň vývoje             | Podmínky a účel | Trvání    |
| ------------------------- | --- | --------- |
| Líhnutí                   | Multivoltinový druh, množení až 6× za rok                                                                                | 10 dní    |
| Inkubace larvy            | Klimatické podmínky silně ovlivňují vlastnosti výsledného kokonu                                                         | 10–14 dní |
| Vývoj od larvy k housence | Během 5 vývojových stupňů (instarů) larva 4× svléká kůži, její objem se zvětšuje až na 10 000 násobek                    | 27 dní    |
| Zakuklení                 | Larva vylučuje 1,5–2 g souvislé vlákenné hmoty, kterou kolem sebe ovíjí, uvnitř zámotku se z ní vyvine motýl             | 10 dní    |
| Vývoj motýla              | Dospělý motýl se prokouše zámotkem ve snaze najít partnera k páření. Sameček po páření umírá, samička klade nová vajíčka | 5–10 dní  |

Chovatelé bource morušového jsou většinou menší farmáři s vlastní plantáží moruší (např. v Indii s plochou pod 1,5 ha, spojeni ve družstvech se 300–400 členy).
Úspěšný chovatel musí zajistit
- kvalifikovanou údržbu plantáže (výsadbu, hnojení, zavlažování)
- sklizeň, skladování a přípravu (sekání) listí
- umístění a údržbu krmítek (hala s vhodným klimatem, regály s mísami na krmení: např. 1 až 33 m² na 100 vajíček, ze kterých naroste až 50 000 červů podle stupně vývoje larvy)
- krmení (4× denně, 45–55 kg listí na 100 vajíček)
- sběr a třídění hotových zámotků
- sušení zámotků horkým vzduchem, příp. na slunci (usmrcení samčích motýlů, konzervace ke skladování)[5]

Počáteční vajíčka dodává státně kontrolovaný institut, chovatelská činnost spočívá z velké části na manuální práci. Např. na průměrné indické farmě byla v roce 2020 spotřeba lidské práce na 1 ha plantáže 378 pracovních dní a na chov bource z odpovídající sklizně (až k hotovému zámotku) 1083 dní, což odpovídalo produktivitě cca 13 pracovních dní na kilogram surového hedvábí.

## Choroby bource
Bourec trpí chorobami způsobenými prvoky, houbami, viry a bakteriemi. Když nejobávanější nemoc (tzv. pebrina) ohrožovala evropskou produkci hedvábí, zkoumal ji francouzský mikrobiolog Louis Pasteur. V roce 1870 výzkumný tým pod jeho vedením zjistil, že infekce nastává zejména požitím výtrusů prvoka Nosema bombycis (hmyzomorka bourcová) nebo embryonálním přenosem.

## Vědecké použití
Vzhledem k velikosti a dostupnosti byl bourec morušový modelem ve studiích lepidopterologů a při studiu biologie členovců (Goldsmith et al., 2004). Základní objevy feromonů, hormonů, mozkové struktury a fyziologie byly učiněny na bourci morušovém (Grimaldi a Engel 2005). K získání extraktu vůbec prvního známého feromonu bombykolu bylo třeba 500 000 jedinců (Scoble, 1995). Feromon bombykol objevil Adolf Butenandt v roce 1959.
Současný výzkum je zaměřen na genetiku bource morušového a genetické inženýrství.

## Zajímavosti

### Léčebné použití
Sesušené housenky 4. nebo 5. instaru, které uhynuly na plísňové onemocnění způsobené houbou Beauveria bassiana, se pod názvem „Bombyx batryticatus“, „tuhý hedvábný červ“, čínsky 蚕蠶 užívají v tradiční čínské medicíně k rozpuštění hlenů, uvolnění křečí a proti nadýmání.

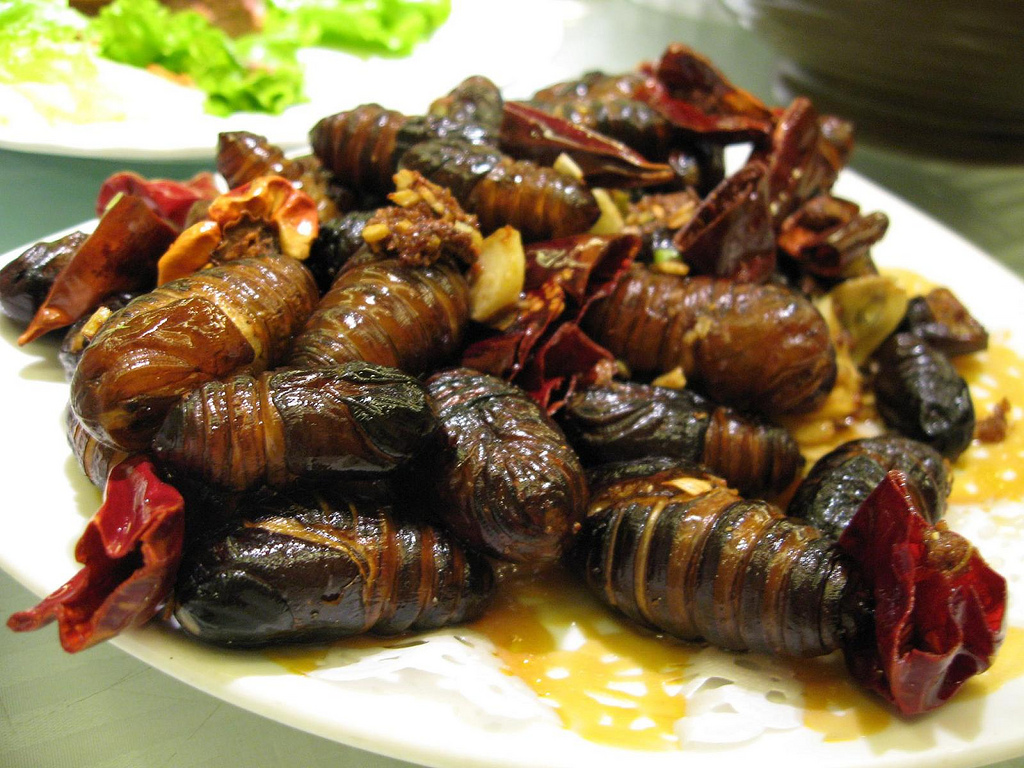
Smažené housenky bource morušového

### Kuchyně
Kukly nebo housenky bource morušového jsou v některých kulturách pojídány. V Koreji kukly vaří a dělají z nich populární pokrm zvaný „beondegi“. V Číně a ve Vietnamu nabízejí pouliční prodavači smažené housenky bource morušového, které chutí poněkud připomínají vepřové škvarky.

### Hedvábné legendy
V Číně se vypráví legenda o objevu hedvábí císařovnou Xi Ling-Shi (嫘祖). Císařovna popíjela pod stromem čaj a do šálku jí spadl zámotek. Vytahovala jej ven, ale konec vlákna se jí omotal kolem prstu. Když odmotala všechno hedvábí, uviděla kuklu a zjistila tak, že zdrojem vlákna byla kukla.
Číňané si žárlivě střežili znalosti o výrobě hedvábí. Další legenda vypráví, že čínská princezna propašovala vajíčka bource morušového do Japonska ukrytá ve svých vlasech a od té doby Japonci začali chovat bource a používat hedvábí.

## Galerie

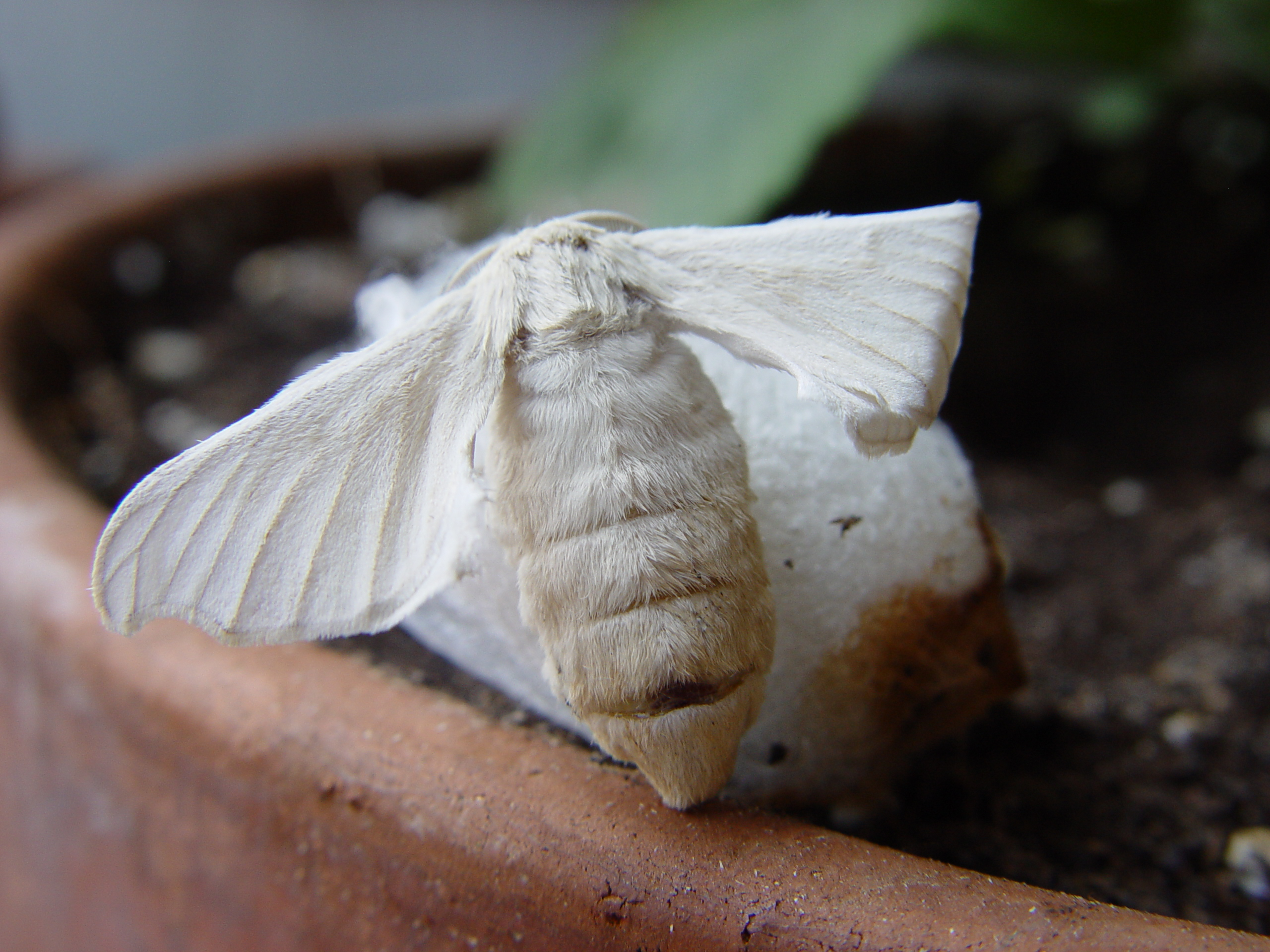
Dospělý motýl na kokonu (2011)
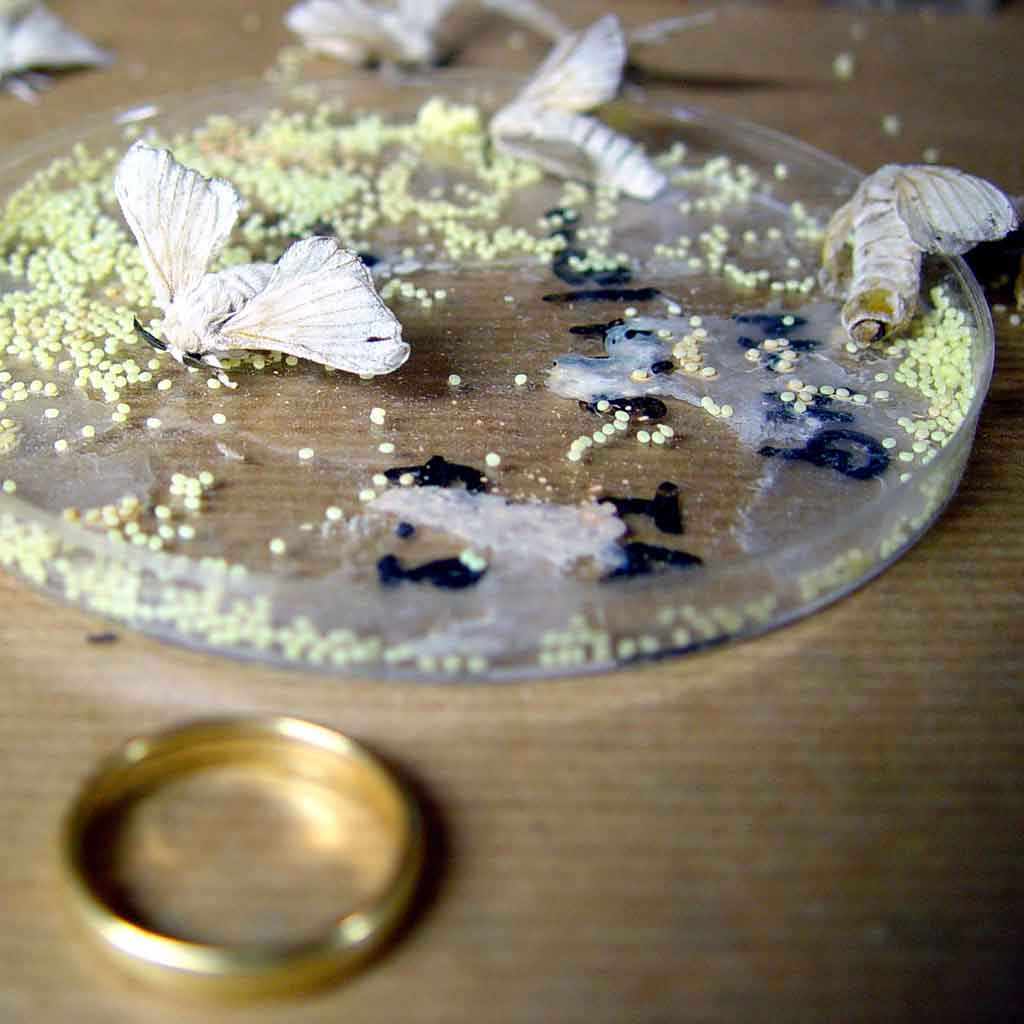
Kladení vajíček
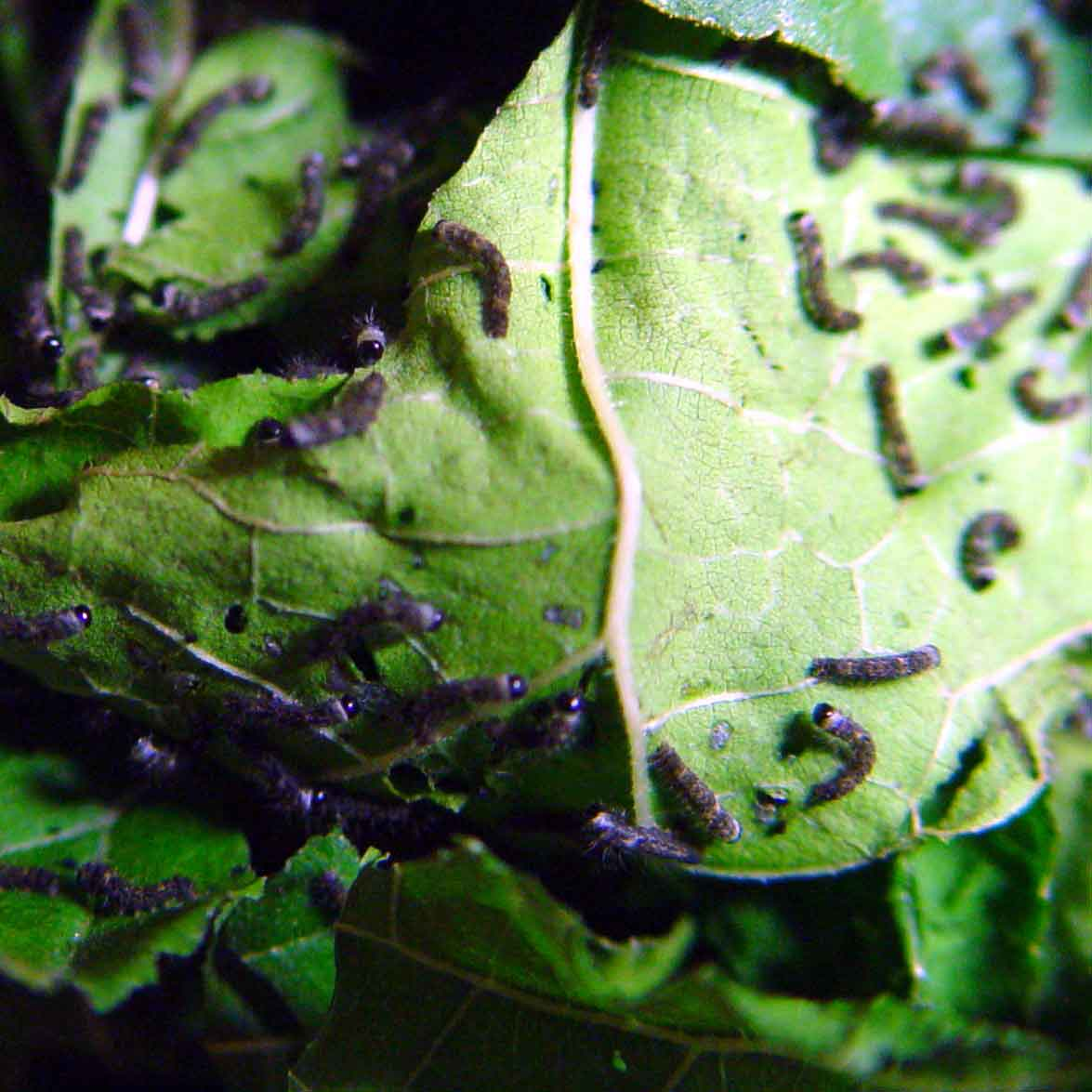
Housenky 7 dní staré
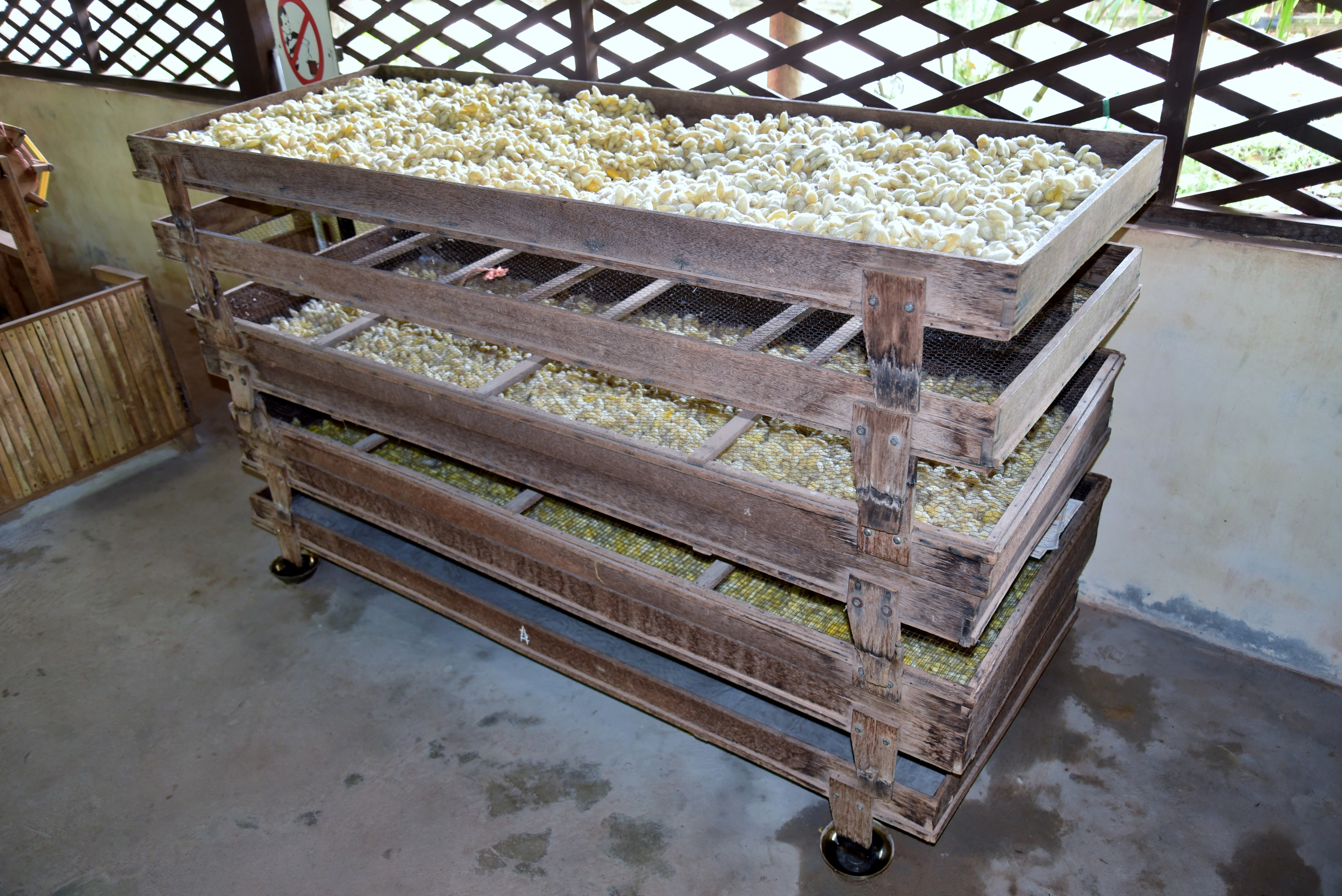
Pojízdný regál na krmení housenek (Kambodža 2018)
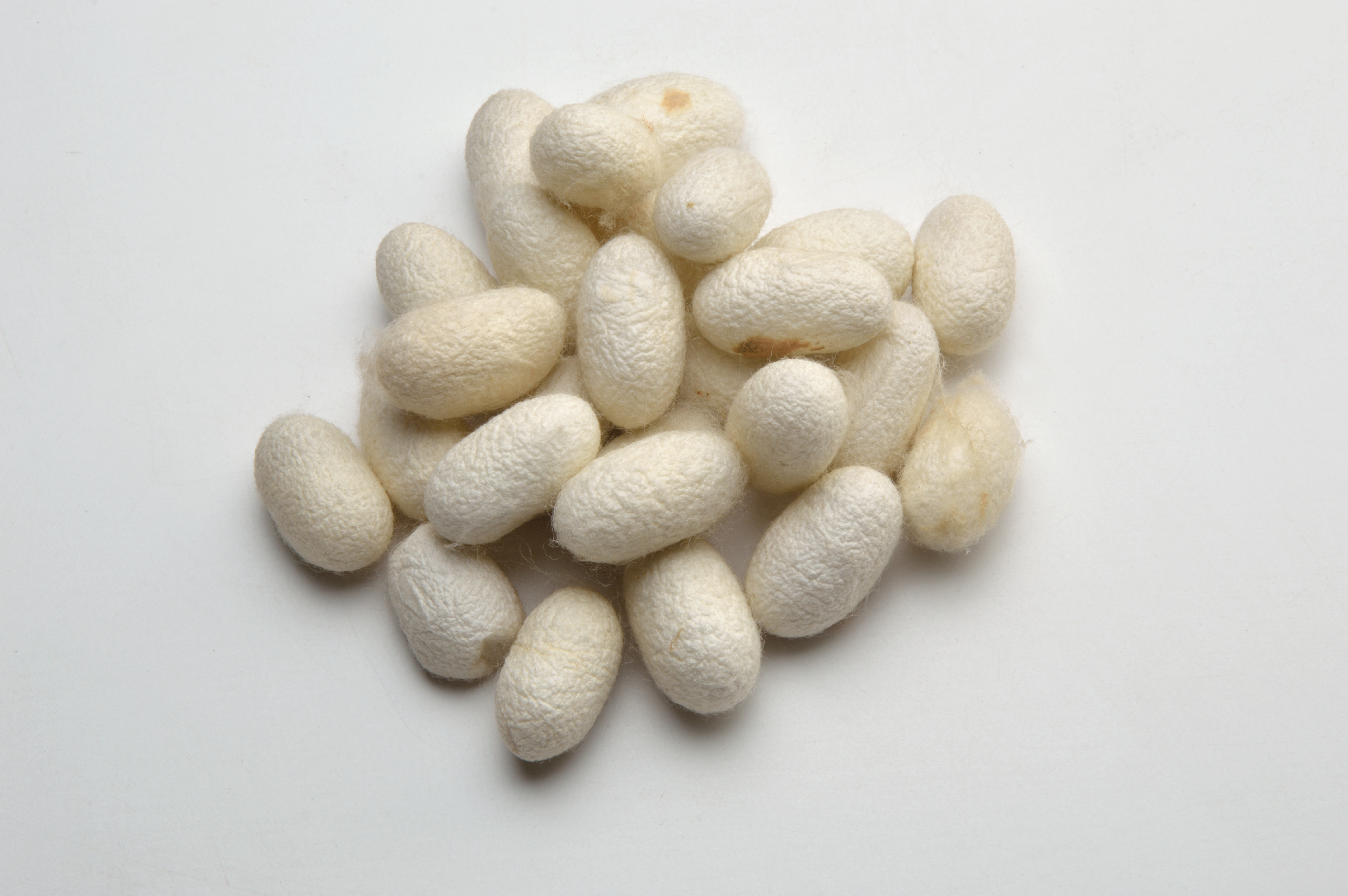
Kokony ke zpracování na hedvábí (2013)
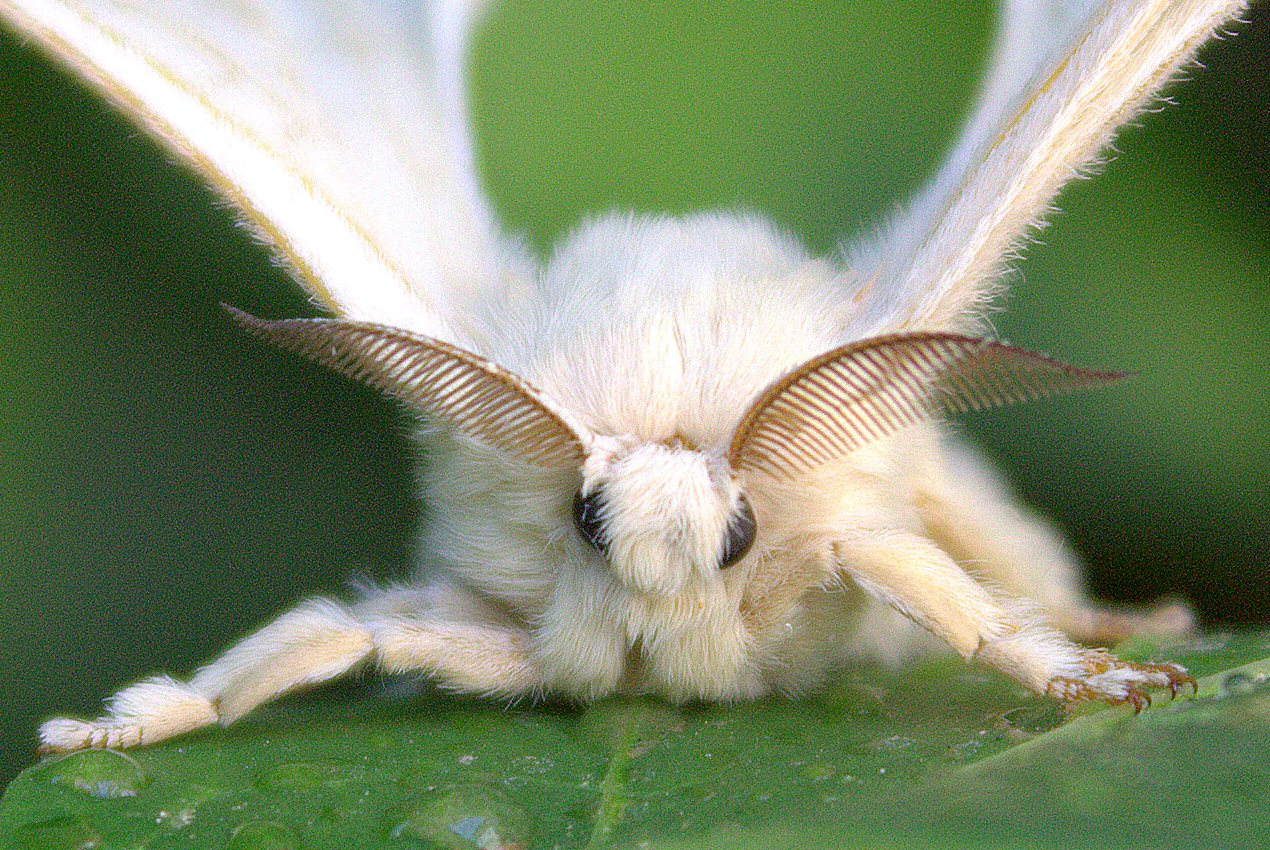
Dospělý motýl zblízka